# Joseph Kosma
Joseph Kosma, właśc. József Kozma (ur. 22 października 1905 w Budapeszcie, zm. 7 sierpnia 1969 w La Roche-Guyon niedaleko Paryża) – węgierski kompozytor, mieszkający i tworzący we Francji.
Skomponował muzykę do licznych filmów francuskich połowy XX w., reżyserowanych m.in. przez Marcela Carné (Les Enfants du Paradis) i Jeana Renoira (La Grande Illusion, La règle du jeu), a także muzykę do piosenek, m.in. do tekstów Jacques'a Préverta. Niektóre z tych piosenek (np. Barbara, Les Feuilles mortes) stały się standardami, które wykonywali potem Les Frères Jacques, Yves Montand, Juliette Gréco, i wielu innych.

## Życiorys
Zajmował się muzyką od wczesnych lat życia. Jako nastolatek skomponował operę Noel dans les Tranchées. Inspirowała go wówczas głównie muzyka Béli Bartóka.
Był Żydem. Z powodów politycznych wyemigrował najpierw do Berlina (gdzie współpracował z Bertoldem Brechtem), a następnie, w obliczu rosnących wpływów nazizmu, wyjechał stamtąd do Paryża. W Paryżu poznał poetę Jacques'a Préverta, z którym nawiązał przyjaźń i współpracę. Przez lata stworzyli wspólnie ok. 80 piosenek.
Dzięki Prévertowi poznał reżyserów Renoira oraz Carné, dla których ok. 1936 roku zaczął tworzyć muzykę filmową. Dla Carné stworzył w czasach okupacji muzykę do filmów Les visiteurs du soir (1942) oraz Les enfants du paradis (1945). Nie figuruje na liście autorów pierwszego z nich, ponieważ jako Żyd zmuszony był do ukrywania się.
Przyjął obywatelstwo francuskie w roku 1946. W roku 1956 otrzymał nagrodę Grand Prix du Disque za piosenkę Inventaire.
Do końca życia tworzył muzykę filmową (w sumie do ponad 135 filmów), choć zwrócił się później także ku swojej pierwszej muzycznej miłości – operze. Jego być może najsłynniejsza piosenka, skomponowana do tekstu Préverta, jazzowy standard Feuilles Mortes (angielska wersja Autumn Leaves z tekstem Johnny'ego Mercera, polska wersja Jesienne liście w przekładzie Jeremiego Przybory), była początkowo stworzona dla opery Le Rendez-vous, którą Carné za namową Préverta i Kosmy zaadaptował na film Les portes de la nuit (1946). W latach powojennych skomponował także opery Les Canuts oraz Les Hussards.

## Wybrana muzyka filmowa
- 1945: Komedianci
- 1948: Kochankowie z Werony
- 1953: Pasterka i kominiarczyk (wersja z 1953 roku)
- 1956: Helena i mężczyźni